# Rajd des Garrigues – Languedoc-Roussillon
Rajd des Garrigues – Languedoc-Roussillon – rajd samochodowy odbywający się w Nîmes i jego okolicach we Francji. Wcześniej znany również jako Criterium des Garrigues i Rallye International des Garrigues. Pierwsza edycja odbyła się w roku 1980, w latach 1982–1992 był jedną z eliminacji mistrzostw Europy (w latach 1988-1992 z najwyższym współczynnikiem - 20) oraz Rajdowych Mistrzostw Francji (Championnat de France des rallyes).

## Zwycięzcy rajdu[1]
| Rok  | Rajd                                            | kierowca            | Pilot                   | Samochód                    | Seria      |
| ---- | ----------------------------------------------- | ------------------- | ----------------------- | --------------------------- | ---------- |
| 1980 | 1. Criterium des Garrigues                      | Jean-Luc Thérier    | Michel Vial             | Toyota Celica RA40          |            |
| 1981 | 2. Criterium de Garrigues                       | Michèle Mouton      | Annie Arrii             | Audi Quattro                |            |
| 1982 | 3. Rallye International des Garrigues           | Bruno Saby          | Françoise Sappey        | Renault 5 Turbo             | ERC1, CFR  |
| 1983 | 4. Rallye des Garrigues                         | Guy Fréquelin       | Jean-François Fauchille | Opel Manta 400              | ERC2, CFR  |
| 1984 | 5. Rallye des Garrigues                         | Jean-Claude Andruet | Martine Rick-Place      | Lancia 037 Rally            | ERC2, CFR  |
| 1985 | 6. Rallye des Garrigues                         | Guy Fréquelin       | Christian Gilbert       | Opel Manta 400              | ERC3, CFR  |
| 1986 | 7. Rallye des Garrigues – Languedoc-Roussillon  | François Chatriot   | Michel Périn            | Renault Maxi 5 Turbo        | ERC4, CFR  |
| 1987 | 8. Rallye des Garrigues – Languedoc-Roussillon  | Alain Oreille       | Sylvie Oreille          | Renault 11 Turbo            | ERC4, CFR  |
| 1988 | 9. Rallye des Garrigues – Languedoc-Roussillon  | François Chatriot   | Michel Périn            | BMW M3 E30                  | ERC20, CFR |
| 1989 | 10. Rallye des Garrigues – Languedoc-Roussillon | Bruno Saby          | Daniel Grataloup        | Lancia Delta Integrale      | ERC20, CFR |
| 1990 | 11. Rallye des Garrigues – Languedoc-Roussillon | François Chatriot   | Michel Périn            | BMW M3 E30                  | ERC20, CFR |
| 1991 | 12. Rallye des Garrigues – Languedoc-Roussillon | Fabrizio Tabaton    | Maurizio Imerito        | Lancia Delta Integrale 16V  | ERC20, CFR |
| 1992 | 13. Rallye des Garrigues – Languedoc-Roussillon | Bernard Béguin      | Jean-Paul Chiaroni      | Ford Sierra RS Cosworth 4x4 | ERC10, CFR |
| 1993 | 14. Rallye des Garrigues – Languedoc-Roussillon | ?                   |                         |                             |            |
| 1994 | 15. Rallye des Garrigues – Languedoc-Roussillon | ?                   |                         |                             |            |

- ERC – Rajdowe Mistrzostwa Europy (liczba oznacza współczynnik rajdu)
- CFR (Championnat de France des rallyes) – Rajdowe Mistrzostwa Francji